# Ville de Warrnambool
La Ville de Warrnambool (City of Warrnambool) est une zone d'administration locale dans le sud-ouest du Victoria en Australie. Elle  est entourée côté terre par le comté de Moyne.
Elle est traversée par la Princes Highway et la Hopkins Highway.
Le comté comprend les communes de Warrnambool, Allansford, Dennington, Bushfield-Woodford et Yangery.